# Bogdan Wojtuś

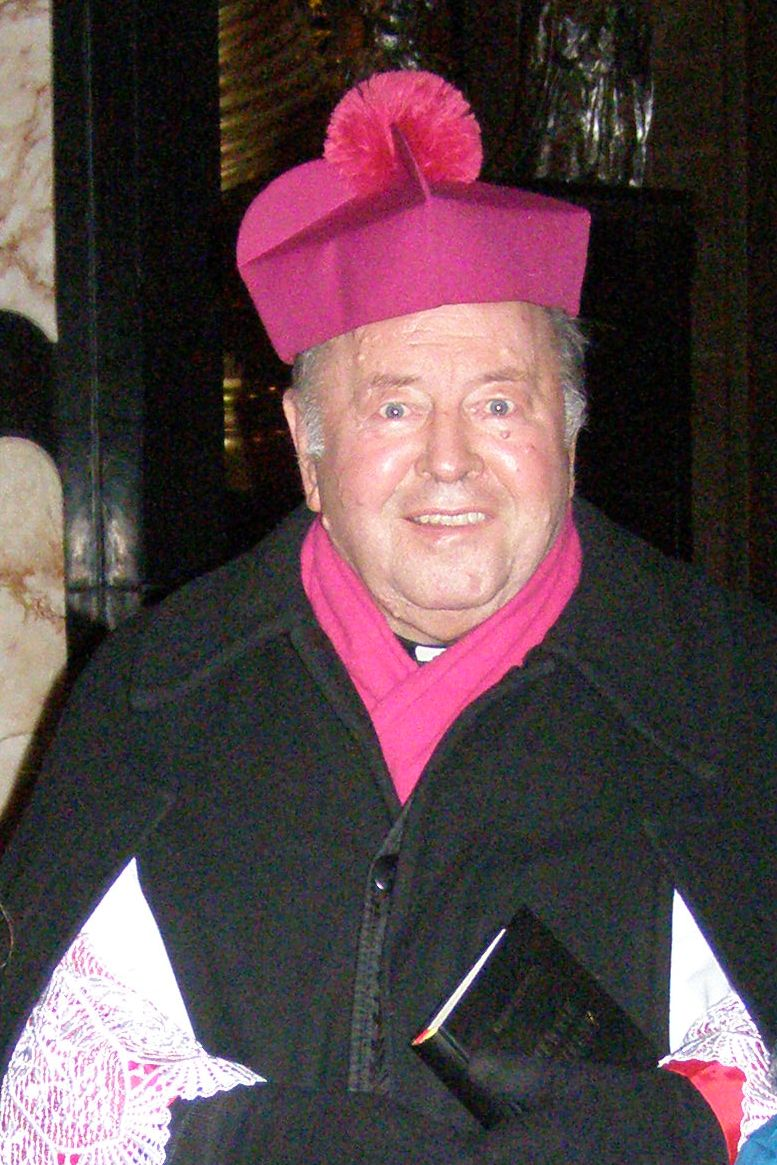
Bogdan Wojtuś (2015)

Bogdan Józef Wojtuś (* 4. Juli 1937 in Laski Wielkie, Woiwodschaft Kujawien-Pommern, Polen; † 20. Oktober 2020 in Posen) war ein polnischer Geistlicher, Moraltheologe und Weihbischof in Gniezno.

## Leben
Bogdan Wojtuś studierte von 1955 bis 1961 Philosophie und Theologie am Hauptseminar des Primas in Gniezno. Durch den Erzbischof von Warschau und Gnesen und Primas von Polen, Stefan Kardinal Wyszyński, empfing er am 20. Mai 1961 in der Erzkathedrale von Gniezno das Sakrament der Priesterweihe. Von 1964 bis 1968 studierte er Moraltheologie an der Theologischen Fakultät der Katholischen Universität Lublin, wo er 1972 promoviert wurde. Nach seelsorgerischer Tätigkeit arbeitete er von 1971 bis 1982 im Ordinariat in Gniezno. Von 1982 bis 1988 war er Regens des Priesterseminars von Gniezno, vorher langjähriger Professor für Moraltheologie.  Er unterrichtete auch am Theologischen Institut des Primas in Gniezno und am Institut für christliche Kultur des Primas in Bydgoszcz. 1988 wurde er Generalvikar der Erzdiözese.
Papst Johannes Paul II. ernannte ihn am 17. November 1993 zum Titularbischof von Vassinassa und zum Weihbischof in Gniezno. Die Bischofsweihe spendete ihm der Erzbischof von Warschau und Gnesen, Józef Kardinal Glemp; Mitkonsekratoren waren die Weihbischöfe in Gniezno Jan Czerniak und Jan Wiktor Nowak. Als Wahlspruch wählte er Evangelizare pauperibus (den Armen das Evangelium verkünden). 
Am 15. September 2012 nahm Papst Benedikt XVI. sein aus Altersgründen vorgebrachtes Rücktrittsgesuch an. Wojtuś erkrankte im Herbst 2020 an COVID-19 und erlag dieser Krankheit in einem Krankenhaus in Posen.